# Masters de Indian Wells 1985
El 1985 Pilot Pen Classic fue la 10.ª edición del Abierto de Indian Wells, un torneo del circuito ATP. Se llevó a cabo en las canchas duras de La Quinta (California), en California (Estados Unidos), entre el 18 de febrero y el 25 de febrero de ese año.

## Ganadores

### Individual masculino
Larry Stefanki venció a  David Pate, 6–1, 6–4, 3–6, 6–3

### Dobles masculino
Heinz Günthardt /  Balázs Taróczy vencieron a  Ken Flach /  Robert Seguso, 3–6, 7–6, 6–3